# Ghost Town (Benson Boone)
Ghost Town is een nummer van de Amerikaanse singer-songwriter Benson Boone uit 2021. Het is de eerste single van zijn debuut-EP Walk Me Home....
"Ghost Town" gaat over een uitgedoofde relatie. De ik-figuur stelt zijn vriendin voor dat ze uit elkaar gaan, zodat ze iemand kan vinden die haar gelukkiger zal maken. Als de ik-figuur en zijn vriendin doorgaan met hun afbrokkelende relatie, zal het hart van de vriendin een 'spookstad' worden. Boone schreef het nummer op basis een giftige relatie van een vriend. Elke dag vertelde de vriend over de relatie. Boone's muziekcarrière was nog maar net begonnen, en op weg in de Uber naar zijn eerste schrijfsessie sms'te zijn vriend hem opnieuw over zijn vriendin. Het bracht de zanger op een idee voor een tekst, die hij meteen op zijn telefoon opnam. Dat resulteerde uiteindelijk in 'Ghost Town'. "Liefde kan meer pijn doen dan helpen. Soms is de beste manier om iemand te laten zien dat je om hem geeft, om hem te laten gaan", aldus Boone.
Het nummer werd in een aantal landen een (bescheiden) hit, maar de Amerikaanse Billboard Hot 100 was het met een 100e positie echter niet heel succesvol. In het Nederlandse taalgebied werd de plaat wel een bescheiden hit, met in de Nederlandse Top 40 een 20e positie, en in de Vlaamse Ultratop 50 een 23e positie.